# Obóz Tarrafal
Obóz Tarrafal – portugalski obóz koncentracyjny  założony na wyspie Santiago w archipelagu Wysp Zielonego Przylądka, na Oceanie Atlantyckim. Znany był jako Campo da Morte Lenta - Obóz Powolnej Śmierci.

## Historia
Obóz powstał w czasach dyktatury António Salazara (1936). Początkowo przetrzymywano w nim głównie uczestników antyreżimowych rebelii w Marinha Grande (18 stycznia 1934) i marynarzy uczestniczących w buncie na okrętach wojennych (8 września 1936); trafiali tam również inni przeciwnicy systemu. W Tarrafal zginęło przynajmniej 32 więźniów.
Obóz zamknięto w 1956, a w 1962 ponownie otwarto jako Campo de Trabalho de Chão Bom - tym razem osadzano w nim afrykańskich przywódców niepodległościowych (z Angoli, Gwinei Bissau i Zielonego Przylądka). Potem funkcjonował tam ośrodek szkolenia wojskowego, a od 2000 mieści się tam Muzeum Oporu. W 2018 odwiedziło je 9000 osób. Republika stara się o wpisanie go na listę światowego dziedzictwa. 